# Festival de la Cançó d'Eurovisió 1964
El IX Festival de la Cançó d'Eurovisió es va celebrar el 21 de març de 1964 a Copenhaguen, Dinamarca. L'esdeveniment va tenir lloc al Tivolis Koncertsal i va ser presentat per Lotte Wæver. La guanyadora va ser Gigliola Cinquetti, de tan sols 16 anys, qui representava a Itàlia amb el tema «Non ho l'età» i va obtenir una de les victòries més àmplies de la història del certamen; gairebé va aconseguir triplicar els vots del segon classificat.
El festival va durar uns 96 minuts i va tenir una audiència televisiva de 100 milions d'espectadors, aproximadament.
L'esdeveniment va estar marcat per la política a causa de la participació d'Espanya i Portugal al festival. A més, en finalitzar l'actuació de Suïssa, un home va aparèixer en l'escenari amb una pancarta en la qual es podia llegir «Boicot a Franco i Salazar» —va ser multat més tard per 500 corones daneses— i mentre això succeïa, la càmera va dirigir el seu objectiu al tauler de votacions per evitar que aquesta imatge es veiés en tot Europa. Des de llavors, els esdeveniments internacionals van ser emesos a Espanya amb uns segons de retard per evitar incidents similars.
Igual que en l'edició de 1956, no existeix cap còpia completa coneguda del festival. Diverses fonts han afirmat que això es deu al fet que en la dècada dels 70 es va produir un incendi als estudis de l'emissora danesa i es van perdre els registres audiovisuals del certamen. No obstant això, no hi ha registre de cap incendi similar en aquesta època i, pel que sembla, simplement no disposaven de màquines per gravar el festival. En sol·licitar una còpia a la resta de països que van emetre el festival, es va comprovar que cap emissora va gravar el festival complet, i es van limitar únicament a gravar només alguns fragments com la partició del país mateix (en el cas d'Itàlia) o el lliurament del premi i l'actuació final de la cançó guanyadora. A partir dels fragments gravats per les diferents emissores, s'ha pogut aconseguir una còpia amb part del festival, però encara manca la major part d'aquest, com les actuacions proporcionades per l'emissora amfitriona fora de concurs. Durant un temps es va especular que el Regne Unit tenia una còpia del festival en descobrir-se una carcassa amb el nom d'«Eurovision 1964»; no obstant això, la cinta no es va trobar. L'àudio de la retransmissió radiofònica sí que es conserva íntegrament.

## Organització

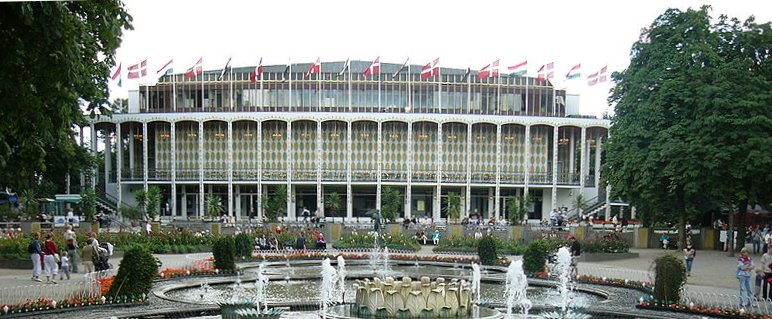
Tivolis Koncertsal, seu del Festival de la Cançó d'Eurovisió 1964.

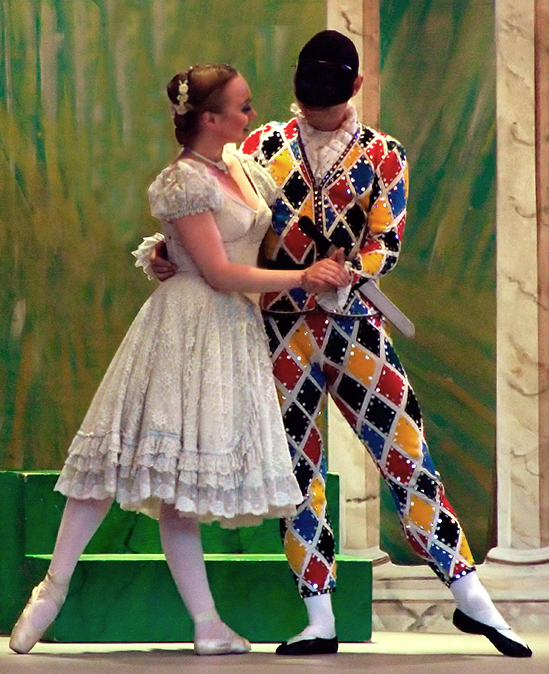
El ballet «Harlequinade» en l'actualitat.

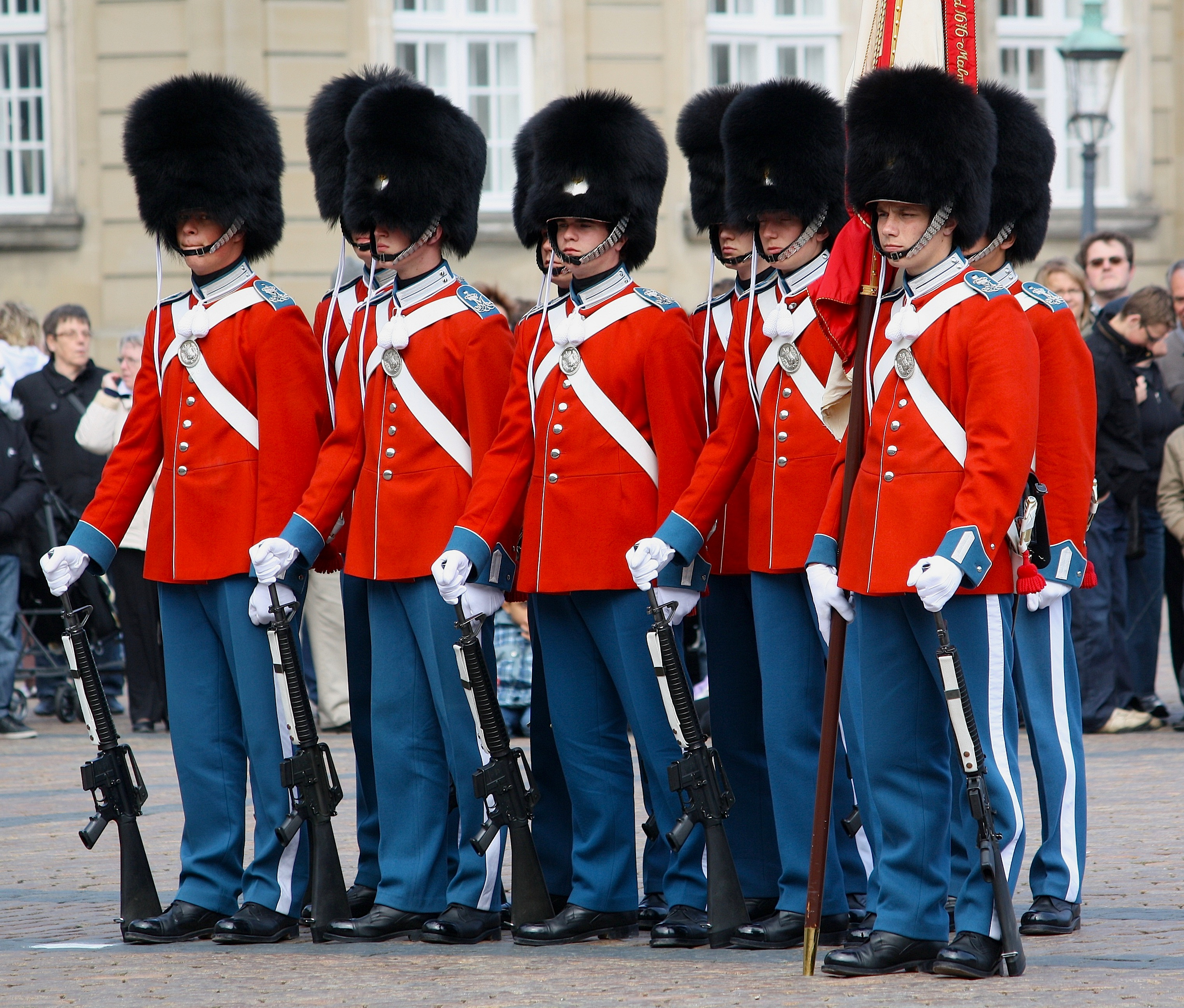
La Guàrdia Reial Danesa en l'actualitat.

La presentadora d'aquesta edició va ser Lotte Wæver. Va donar la benvinguda al festival en anglès i francès i va presentar la resta festival en danès. Abans de cada actuació, introduïa el director d'orquestra i l'intèrpret de la cançó, i explicava breument el tema que es disposaven a interpretar.
L'orquestra triada per a l'ocasió va ser la Grand Prix Orchestra, de 42 membres. El director d'orquestra del país amfitrió va ser Kai Mortensen, qui també va conduir la cançó portuguesa.
Per primera vegada en la història del festival, se li va permetre a un intèrpret tornar a l'escenari després de la seva actuació. Així, després de la interpretació de Gigliola Cinquetti, el públic va respondre amb uns aplaudiments perllongats i entusiàstics i Cinquetti va poder tornar per saludar de nou els espectadors.

### Seu del festival
El festival va tenir lloc al Tivolis Koncertsal dels Jardins de Tívoli, el segon parc d'atraccions més antic del món, situat a Copenhaguen, Dinamarca. Els assajos van començar el 18 de març.
El complex s'usava principalment per organitzar concerts de pop i rock. Va ser construït entre 1954 i 1956 i, al moment de la seva inauguració, tenia una capacitat de 2000 espectadors. La sala de concerts també va allotjar el Dansk Melodi Grand Prix 1964, la final nacional danesa per la qual es va triar el representant danès del festival.
L'escenari va ser decorat senzillament amb tres conjunts de panells amb medallons que mostraven vistes típiques de Dinamarca. En la part esquerra se situaven el podi i la taula de votació. Els intèrprets de les cançons accedien a l'escenari per unes escales de caragol situades en la part posterior d'aquest, i l'orquestra es va col·locar davant de la part dreta de l'escenari.

### Actes artístics
El festival va ser obert amb una actuació de la Guàrdia Reial Danesa, seguida per la presentació de Lotte Wæver.
L'espectacle de l'intermedi va ser un ballet titulat «Harlequinade», en el qual es posaven en escena els amors d'Arlequí i Colombina. La coreografia va ser creada per Niels Bjørn Larsen, llavors director del Ballet Real Danès. Els papers principals van ser interpretats per Solveig Oestergaard i Niels Kehlet, que van ser acompanyats pels ballarins del Ballet Reial.

## Països participants
Setze països van participar en el festival aquell any. Suècia va haver d'abstenir-se a participar; una vaga d'artistes que va tenir lloc en 1964 va impedir l'organització del Melodifestivalen, la final nacional per la qual el país tria el seu representant. Així i tot, va retransmetre el concurs. D'altra banda, Portugal va fer el seu debut al festival.
Els Països Baixos es van convertir en el primer país a enviar a un representant amb ascendència no europea, ja que Anneke Grönloh descendent d'indonesis. Espanya també va ser representada per un grup no europeu, Els TNT, que al seu torn es van convertir en el primer grup de tres o més membres a participar en el festival, encara que van haver de presentar-se oficialment com «la solista Nelly al costat dels seus germans Tim i Tony». Nelly va ser també l'única artista a recórrer a un accessori durant la seva interpretació, un cargol de mar, que il·lustrava el tema de la seva cançó, «Caracola». El participant austríac Udo Jürgens va ser el primer intèrpret del festival que es va acompanyar d'un piano durant la seva actuació.

### Cançons i selecció
| País i TV                 | Títol original de la cançó                  | Artista(es)        | Procés i data de selecció                              |
| País i TV                 | Traducció al català                         | Idioma(es)         | Procés i data de selecció                              |
| ------------------------- | ------------------------------------------- | ------------------ | ------------------------------------------------------ |
| Alemanya Occidental · ARD | «Man gewöhnt sich so schnell an das Schöne» | Nora Nova          | Ein Lied für Kopenhagen, 11-01-1964                    |
| Alemanya Occidental · ARD | Un s'acostuma tan ràpid a les bones coses   | Alemany            | Ein Lied für Kopenhagen, 11-01-1964                    |
| Àustria ORF               | «Warum nur, warum?»                         | Udo Jürgens        | -                                                      |
| Àustria ORF               | Només per què, per què?                     | Alemany            | -                                                      |
| Bèlgica RTB               | «Près de ma rivière»                        | Robert Cogoi       | Elecció interna                                        |
| Bèlgica RTB               | Prop del meu riu                            | Francès            | Elecció interna                                        |
| Dinamarca DR              | «Sangen om dig»                             | Bjørn Tidmand      | Dansk Melodi Grand Prix 1964, 15-02-1964               |
| Dinamarca DR              | La cançó sobre tu                           | Danès              | Dansk Melodi Grand Prix 1964, 15-02-1964               |
| Espanya TVE               | «Caracola»                                  | Los TNT            | Gran parada, 18-02-1964 (cantants triats internament)  |
| Espanya TVE               | Cargol de mar                               | Castellà           | Gran parada, 18-02-1964 (cantants triats internament)  |
| Finlàndia YLE             | «Laiskotellen»                              | Lasse Mårtenson    | Final nacional, 15-02-1964                             |
| Finlàndia YLE             | Dropejant                                   | Finès              | Final nacional, 15-02-1964                             |
| França RTF                | «Le chant de Mallory»                       | Rachel             | Elecció interna                                        |
| França RTF                | El cant de Mallory                          | Francès            | Elecció interna                                        |
| Itàlia RAI                | «Non ho l'età»                              | Gigliola Cinquetti | Festival de la cançó de Sanremo 1964                   |
| Itàlia RAI                | No tinc edat                                | Italià             | Festival de la cançó de Sanremo 1964                   |
| Luxemburg CLT             | «Dès que le printemps revient»              | Hugues Aufray      | Elecció interna                                        |
| Luxemburg CLT             | Quan la primavera hi torna                  | Francès            | Elecció interna                                        |
| Mònaco TMC                | «Où sont-elles passées?»                    | Romuald            | -                                                      |
| Mònaco TMC                | On se n'han anat?                           | Francès            | -                                                      |
| Noruega NRK               | «Spiral»                                    | Arne Bendiksen     | Melodi Grand Prix 1964, 15-02-1964                     |
| Noruega NRK               | Espiral                                     | Noruec             | Melodi Grand Prix 1964, 15-02-1964                     |
| Països Baixos NTS         | «Jij bent mijn leven»                       | Anneke Grönloh     | Nationaal Songfestival, 24-02-1964                     |
| Països Baixos NTS         | Ets la meva vida                            | Neerlandès         | Nationaal Songfestival, 24-02-1964                     |
| Regne Unit · BBC          | «I Love the Little Things»                  | Matt Monro         | A Song For Europe, 7-02-1964                           |
| Regne Unit · BBC          | Estimo les petites coses                    | Anglès             | A Song For Europe, 7-02-1964                           |
| Portugal NTS              | «Oração»                                    | António Calvário   | Grande Prémio TV da Canção Portuguesa 1964, 02-02-1964 |
| Portugal NTS              | Oració                                      | Portuguès          | Grande Prémio TV da Canção Portuguesa 1964, 02-02-1964 |
| Suïssa SRG SSR            | «I miei pensieri»                           | Anita Traversi     | Final nacional                                         |
| Suïssa SRG SSR            | Els meus pensaments                         | Italià             | Final nacional                                         |
| Iugoslàvia JRT            | «Život je sklopio krug»                     | Sabahudin Kurt     | Eurovizija 1964, 5-02-1964                             |
| Iugoslàvia JRT            | La vida ha completat el seu cicle           | Bosnià             | Eurovizija 1964, 5-02-1964                             |

1. ↑  Alemanya: Aquesta cançó, amb 34 lletres, és la cançó amb el títol més llarg en la història del festival.[17]

#### Artistes que hi tornen
- Anita Traversi: Va representar Suïssa al Festival de la Cançó d'Eurovisió 1960 amb la cançó «Celo e Terra»; va quedar en 8a posició amb 5 punts.[28]

### Directors d'orquestra
Els països podien presentar el seu propi director d'orquestra o el del país amfitrió, Kai Mortensen.
- - Jacques Denjean
- - Dolf van der Linden
- - Karsten Andersen
- - Kai Mortensen
- - George de Godzinsky
- - Johannes Fehring
- - Franck Pourcel
- - Harry Rabinowitz
- - Willy Berking
- - Michel Colombier
- - Kai Mortensen
- - Gianfranco Monaldi
- - Radivoje Spasić
- - Fernando Paggi
- - Henri Segers
- - Rafael Ibarbia

## Resultats
Des del principi de la votació, Itàlia va tenir un gran avantatge sobre la resta; va obtenir les màximes puntuacions de la meitat dels països participants i va guanyar gairebé amb el triple de punts que el Regne Unit, que va acabar segon. Només quatre països no li van donar cap punt. Per tercer any consecutiu, quatre països no van rebre cap punt, entre ells Portugal, que debutava al festival i es va convertir en el primer país en no rebre cap punt en el seu primer any.
La cançó guanyadora va ser un gran èxit a Europa: va estar en els tops 20 de vendes d'Alemanya, Bèlgica, França, Itàlia, Noruega, els Països Baixos i Regne Unit i va ser gravada en alemany, espanyol, francès, anglès i japonès per Gigliola Cinquetti.
| Núm. | País                | Intèrpret(s)       | Cançó                                       | Lloc | Punts |
| ---- | ------------------- | ------------------ | ------------------------------------------- | ---- | ----- |
| 01   | Luxemburg           | Hugues Aufray      | «Dès que le printemps revient»              | 4    | 14    |
| 02   | Països Baixos       | Anneke Grönloh     | «Jij bent mijn leven»                       | 10   | 2     |
| 03   | Noruega             | Arne Bendiksen     | «Spiral»                                    | 8    | 6     |
| 04   | Dinamarca           | Bjørn Tidmand      | «Sangen om dig»                             | 9    | 4     |
| 05   | Finlàndia           | Lasse Mårtenson    | «Laiskotellen»                              | 7    | 9     |
| 06   | Àustria             | Udo Jürgens        | «Warum nur, warum?»                         | 6    | 11    |
| 07   | França              | Rachel             | «Le chant de Mallory»                       | 4    | 14    |
| 08   | Regne Unit          | Matt Monro         | «I Love the Little Things»                  | 2    | 17    |
| 09   | Alemanya Occidental | Nora Nova          | «Man gewöhnt sich so schnell an das Schöne» | 13   | 0     |
| 10   | Mònaco              | Romuald            | «Où sont-elles passées?»                    | 3    | 15    |
| 11   | Portugal            | António Calvário   | «Oração»                                    | 13   | 0     |
| 12   | Itàlia              | Gigliola Cinquetti | «Non ho l'età»                              | 1    | 49    |
| 13   | Iugoslàvia          | Sabahudin Kurt     | «Život je sklopio krug»                     | 13   | 0     |
| 14   | Suïssa              | Anita Traversi     | «I miei pensieri»                           | 13   | 0     |
| 15   | Bèlgica             | Robert Cogoi       | «Près de ma rivière»                        | 10   | 2     |
| 16   | Espanya             | Nelly, Tim & Tony  | «Caracola»                                  | 12   | 1     |

### Votació
| Luxemburg    | Països Baixos                       | Noruega | Dinamarca | Finlàndia | Àustria | França | Regne Unit | Alemanya Occidental | Mònaco | Portugal | Itàlia | Iugoslàvia | Suïssa | Bèlgica | Espanya franquista | Total |   |    |
| Participants | Luxemburg                           |         | 3         | 0         | 0       | 0      | 0          | 3                   | 0      | 5        | 0      | 0          | 3      | 0       | 0                  | 0     | 0 | 14 |
| Participants | Països Baixos                       | 0       |           | 0         | 1       | 0      | 0          | 0                   | 1      | 0        | 0      | 0          | 0      | 0       | 0                  | 0     | 0 | 2  |
| Participants | Noruega                             | 0       | 0         |           | 5       | 1      | 0          | 0                   | 0      | 0        | 0      | 0          | 0      | 0       | 0                  | 0     | 0 | 6  |
| Participants | Dinamarca                           | 0       | 0         | 1         |         | 0      | 0          | 0                   | 0      | 0        | 0      | 0          | 0      | 0       | 0                  | 0     | 3 | 4  |
| Participants | Finlàndia                           | 0       | 0         | 3         | 3       |        | 0          | 0                   | 3      | 0        | 0      | 0          | 0      | 0       | 0                  | 0     | 0 | 9  |
| Participants | Àustria                             | 0       | 0         | 0         | 0       | 0      |            | 0                   | 0      | 0        | 0      | 0          | 5      | 0       | 0                  | 1     | 5 | 11 |
| Participants | França                              | 1       | 0         | 0         | 0       | 0      | 3          |                     | 0      | 0        | 5      | 3          | 0      | 1       | 0                  | 0     | 1 | 15 |
| Participants | Regne Unit                          | 0       | 1         | 5         | 0       | 3      | 1          | 1                   |        | 1        | 0      | 0          | 0      | 0       | 5                  | 0     | 0 | 17 |
| Participants | Alemanya                            | 0       | 0         | 0         | 0       | 0      | 0          | 0                   | 0      |          | 0      | 0          | 0      | 0       | 0                  | 0     | 0 | 0  |
| Participants | Mònaco                              | 3       | 0         | 0         | 0       | 0      | 0          | 5                   | 0      | 0        |        | 0          | 0      | 3       | 1                  | 3     | 0 | 15 |
| Participants | Portugal                            | 0       | 0         | 0         | 0       | 0      | 0          | 0                   | 0      | 0        | 0      |            | 0      | 0       | 0                  | 0     | 0 | 0  |
| Participants | Itàlia                              | 5       | 5         | 0         | 0       | 5      | 5          | 0                   | 5      | 3        | 3      | 5          | 0      | 5       | 3                  | 5     | 0 | 49 |
| Participants | Iugoslàvia                          | 0       | 0         | 0         | 0       | 0      | 0          | 0                   | 0      | 0        | 0      | 0          | 0      |         | 0                  | 0     | 0 | 0  |
| Participants | Suïssa                              | 0       | 0         | 0         | 0       | 0      | 0          | 0                   | 0      | 0        | 0      | 0          | 0      | 0       |                    | 0     | 0 | 0  |
| Participants | Bèlgica                             | 0       | 0         | 0         | 0       | 0      | 0          | 0                   | 0      | 0        | 1      | 1          | 0      | 0       | 0                  |       | 0 | 2  |
| Participants | Espanya                             | 0       | 0         | 0         | 0       | 0      | 0          | 0                   | 0      | 0        | 0      | 0          | 1      | 0       | 0                  | 0     |   | 1  |
| Participants | LA TAULA ESTÀ ORDENADA PER APARICIÓ |         |           |           |         |        |            |                     |        |          |        |            |        |         |                    |       |   |    |

### Portaveus
- Països Baixos - Pim Jacobs (Pianista i presentador de TV)
- Noruega - Sverre Christophersen[31]
- Dinamarca - Pedro Biker
- Finlàndia - Poppe Berg[32]
- Àustria - Ernst Grissemann
- França - Claude Darget
- Regne Unit - Desmond Carrington (Actor i locutor)
- Alemanya Occidental - Lia Wöhr
- Portugal - Maria Manuela Furtado
- Itàlia - Rosanna Vaudetti (Presentadora de TV i locutora)
- Suïssa - Alexandre Burger
- Bèlgica - André Hagon
- Espanya - Julio Rico (Periodista i locutor de RNE)

## Retransmissió i comentaristes

### Països participants
- Luxemburg (Télé-Luxembourg): Jacques Navadic
- Països Baixos (NTS): Ageeth Scherphuis[33]
- Noruega (NRK): Odd Grythe[31]
- Dinamarca (DR TV)
- Finlàndia (Suomen Televisio): Aarno Walli[32]
- Àustria (ORF): Emil Kollpacher
- França (Première Chaîne RTF): Robert Beauvais[34]
- Regne Unit (BBC TV): David Jacobs

(BBC Light Programme): Tom Sloan
- Alemanya Occidental (ARD Deutsches Fernsehen): Hermann Rockmann
- Mònaco (Télé Monte Carlo): Robert Beauvais
- Portugal (RTP): Gomes Ferreira[35]
- Itàlia (Programma Nazionale): Renato Tagliani
- Iugoslàvia (Televizija Beograd): Miloje Orlović

(Televizija Zagreb): Gordana Bonetti
(Televizija Ljubljana): Gordana Bonetti
- Suïssa (TV DRS): Theodor Haller

(TSR): Georges Hardy
(TSI): Renato Tagliani
- Bèlgica (RTB): Paule Herreman[34]

(BRT): Herman Verelst
- Espanya (TVE): Federico Gallo

### Països no participants
- Suècia (Sveriges Radi-TV): Sven Lindahl[15]